# Passager – ett stadsporträtt
Passager – ett stadsporträtt är en 37 minuter lång kortfilm från 2011 av konstnären och filmaren Claes Söderquist. 
Den bildar tillsammans med den tidigare Landskap (1988) och den senare Labyrint (2013) Söderquists trilogi av minimalistiska filmer. Verket är filmat i Malmö som porträtteras genom platser, vissa typiska för staden som fiskehoddor, men även industribyggnader, innergårdar och parklandskap. Årstidernas växlingar antyds genom snöfläckar på marken, blå sommarhimmel och höstfärger i parken. Inga människor syns till, ingenting rör sig förutom kameran. Liksom i de andra filmerna i trilogin är det kamerans ständiga framåtdrivande rörelse som skapar en förväntan på varje ny bild. Passager – ett stadsporträtt är filmad av Lennart Carlsson som stod för den tekniska lösningen. Ett antal platser i staden fotograferades med en så kallad round shot-kamera och fotografierna filmades sedan med långsamma panoreringar.En liknande teknik använde sig Söderquist av i Le génie civil, 1967, en kortfilm som han gjorde tillsammans med Jan Håfström.
Passager – ett stadsporträtt har visats vid ett flertal olika sammanhang, bland annat i utställningen Claes Söderquist, Passager, Konstakademien, 2013, och Kristianstads Konsthall, 2014.